# 熊野村 (富山県婦負郡)
熊野村（くまのむら）は、かつて富山県婦負郡にあった村。
村明は、中名に鎮座する熊野神社の社名からとられた。

## 沿革
- 1889年（明治22年）4月1日 - 町村制の施行により、婦負郡中名村、下井沢村、道場村、持田村、萩島村、為成新村、十五丁村、掘村、清水島村、道喜島村、青島村、蔵島村、添島村、板倉新高田村の区域の一部、下井沢村の区域の一部、袋村の区域の一部、広田村の区域の一部、浜ノ子村の区域の一部、田屋新村の区域の一部、上新屋村の区域の一部及び上新川郡増田村の区域の一部の区域をもって、婦負郡熊野村が発足する。
- 1955年（昭和30年）1月1日 - 婦負郡婦中町、朝日村、熊野村及び宮川村が合併して、婦負郡婦中町が発足する。

## 歴代村長
出典→
1. 舟木永良（1889年5月25日 - 1893年5月24日）
2. 吉田治太郎（1893年5月25日 - 1906年10月5日）
3. 大上善正（1906年10月6日 - 1907年11月15日）
4. 上田善六（1907年11月27日 - 1909年3月20日）
5. 大上善人（1909年5月15日 - 1910年11月9日）
6. 大浦俊一（1910年11月30日 - 1914年3月31日）
7. 上田善六（1914年4月8日 - 1916年8月1日）
8. 大上善人（1916年8月15日 - 1919年7月13日）
9. 奥井甚治（1919年7月26日 - 1921年5月2日）
10. 大上善正（1921年6月8日 - 1925年10月30日）
11. 大上久吾（1925年11月30日 - 1935年11月16日）
12. 吉田豊次郎（1935年11月22日 - 1937年4月6日）
13. 奥井堅太郎（1937年8月5日 - 1939年8月30日）
14. 大上善人（1940年3月7日 - 1941年5月12日）
15. 三輪仁作（1941年5月18日 - 1945年5月17日）
16. 上田善六（1945年5月18日 - 1946年11月24日）
17. 笹井清太郎（1947年4月5日 - 1951年4月4日）
18. 笹井清太郎（1951年4月5日 - 1954年12月31日）